# 토키에어
토키에어(일본어: トキエア Toki Air[*])는 일본의 지역 항공사로 니가타 공항을 허브로 사용하고 있으며 저비용 항공사임에도 하이브리드 항공사를 표방하고 있다.

## 연혁
- 2020년 7월 29일 토키에어 설립
- 2021년 8월 임직원 채용 시작
- 2021년 12월 1일 공식 웹사이트 공개
- 2022년 10월 ATR 72-600 1호기 도입
- 2023년 1월 ATR 72-600 2호기 도입
- 2023년 3월 31일 일본 국토교통성으로부터 항공 운송 사업 면허 취득
- 2023년 5월 일본정책금융공고로부터 코로나19 대응 대출 프로그램을 통해 70억원 대출
- 2024년 1월 31일 니가타 - 오카다마 노선 신규 취항
- 2024년 4월 26일 니가타 - 센다이 노선 신규 취항
- 2024년 5월 6일 누적 탑승객 1만명 돌파
- 2024년 9월 27일 니가타 - 나고야 노선 신규 취항
- 2024년 12월 2일 ATR 42-600 1호기 도입
- 2025년 1월 6일~14일 전 노선 운휴
- 2025년 1월 28일 니가타 - 센다이 노선 주 4회 감편
- 2025년 3월 30일 니가타 - 고베 노선 신규 취항 및 니가타 - 센다이 노선 단항
- 2025년 연내 니가타 - 나리타 노선 신규 취항

## 운항 노선
일본
- 삿포로 : 오카다마 공항
- 나고야 : 주부 국제공항
- 도쿄 : 나리타 국제공항
- 고베 : 고베 공항
- 니가타 : 니가타 공항 (허브), 사도 공항 (2025년 이내 취항 예정)

## 과거 운항 노선
- 센다이 - 센다이 공항

## 보유 기종
- ATR 42-600
- ATR 72-600